# Parallelogramm
Ein Parallelogramm (von altgriechisch παραλληλό-γραμμος paralleló-grammos „von zwei Parallelenpaaren begrenzt“) oder Rhomboid (rautenähnlich) ist ein konvexes ebenes Viereck, bei dem gegenüberliegende Seiten parallel sind.
Parallelogramme sind spezielle Trapeze und zweidimensionale Parallelepipede. Rechteck, Raute (Rhombus) und Quadrat sind Spezialfälle des Parallelogramms.

## Eigenschaften
Ein Viereck ist genau dann ein Parallelogramm, wenn eine der folgenden Bedingungen erfüllt ist:
- Gegenüberliegende Seiten sind gleich lang und keine zwei gegenüberliegende Seiten schneiden sich (kein überschlagenes Viereck, sogenanntes Antiparallelogramm).
- Zwei gegenüberliegende Seiten sind parallel und gleich lang.
- Gegenüberliegende Winkel sind gleich groß.
- Je zwei benachbarte Winkel ergeben zusammen 180°.
- Die Diagonalen halbieren einander.
- Die Summe der Flächen der Quadrate über den vier Seiten ist gleich der Summe der Flächen der Quadrate über den zwei Diagonalen (Parallelogrammgleichung).
- Es ist punktsymmetrisch (zweizählig drehsymmetrisch).

Für jedes Parallelogramm gilt:
- Jede Diagonale teilt es in zwei gleichsinnig kongruente Dreiecke.
- Sein Symmetriezentrum ist der Schnittpunkt der Diagonalen.
- Die Mittelpunkte der über seinen Seiten errichteten Quadrate bilden ein Quadrat (Satz von Thébault-Yaglom).

Alle Parallelogramme, die mindestens eine Symmetrieachse besitzen, sind Rechtecke oder Rauten.

## Formeln
| Mathematische Formeln zum Parallelogramm | Mathematische Formeln zum Parallelogramm | Mathematische Formeln zum Parallelogramm |
| ---------------------------------------- | --- | ---------------------------------------- |
| Flächeninhalt                            | {\displaystyle A=a\cdot h_{a}=b\cdot h_{b}=\left\|\left\|{\overrightarrow {AB}}\times {\overrightarrow {AD}}\right\|\right\|} {\displaystyle A=a\cdot b\cdot \sin(\alpha )=a\cdot b\cdot \sin(\beta )={\frac {e\cdot f\cdot \sin(\theta )}{2}}} Über Transformation in ein Rechteck mit der Determinante: {\displaystyle A=\det {\begin{pmatrix}a_{x}&&b_{x}\\a_{y}&&b_{y}\end{pmatrix}}=a_{x}\cdot b_{y}-b_{x}\cdot a_{y}} |                                          |
| Umfang                                   | {\displaystyle U=2\cdot a+2\cdot b=2\cdot (a+b)} |                                          |
| Innenwinkel                              | {\displaystyle \alpha =\gamma ,\quad \beta =\delta ,\quad \alpha +\beta =180^{\circ }} |                                          |
| Höhe                                     | {\displaystyle h_{a}=b\cdot \sin(\alpha )} |                                          |
| Höhe                                     | {\displaystyle h_{b}=a\cdot \sin(\beta )} |                                          |
| Länge der Diagonalen (siehe Kosinussatz) | {\displaystyle {\begin{array}{ccl}e&={\sqrt {a^{2}+b^{2}-2\cdot a\cdot b\cdot \cos(\beta )}}\\&={\sqrt {a^{2}+b^{2}+2\cdot a\cdot b\cdot \cos(\alpha )}}\end{array}}} |                                          |
| Länge der Diagonalen (siehe Kosinussatz) | {\displaystyle {\begin{array}{ccl}f&={\sqrt {a^{2}+b^{2}-2\cdot a\cdot b\cdot \cos(\alpha )}}\\&={\sqrt {a^{2}+b^{2}+2\cdot a\cdot b\cdot \cos(\beta )}}\end{array}}} |                                          |
| Parallelogrammgleichung                  | {\displaystyle e^{2}+f^{2}=2\cdot (a^{2}+b^{2})} |                                          |

## Beweis der Flächenformel für ein Parallelogramm

Animation zur Berechnung des Flächeninhalts eines Parallelogramms. Der Flächeninhalt ist gleich dem Produkt der Länge einer Grundseite mit der zugehörigen Höhe.

Vom großen Rechteck werden sechs Teilflächen abgezogen

Den Flächeninhalt {\displaystyle A} des nebenstehenden schwarzen Parallelogramms kann man erhalten, indem man von der Fläche des großen Rechtecks die sechs kleinen Flächen mit bunten Kanten abzieht. Wegen der Symmetrie und der Vertauschbarkeit der Multiplikation kann man auch vom großen Rechteck das Doppelte der drei kleinen Flächen unterhalb des Parallelogramms abziehen. Es ist also:
{\displaystyle {\begin{array}{cccl}A&=&&({\color {YellowOrange}a_{x}}+{\color {ForestGreen}b_{x}})\cdot ({\color {red}a_{y}}+{\color {blue}b_{y}})\ -\ 2\cdot ({\frac {{\color {YellowOrange}a_{x}}\cdot {\color {red}a_{y}}}{2}}+{\color {ForestGreen}b_{x}}\cdot {\color {red}a_{y}}+{\frac {{\color {ForestGreen}b_{x}}\cdot {\color {blue}b_{y}}}{2}})\\&=&&{\color {YellowOrange}a_{x}}\cdot {\color {red}a_{y}}+{\color {YellowOrange}a_{x}}\cdot {\color {blue}b_{y}}+{\color {ForestGreen}b_{x}}\cdot {\color {red}a_{y}}+{\color {ForestGreen}b_{x}}\cdot {\color {blue}b_{y}}\\&&-&{\color {YellowOrange}a_{x}}\cdot {\color {red}a_{y}}\quad \quad \quad -2\cdot {\color {ForestGreen}b_{x}}\cdot {\color {red}a_{y}}-{\color {ForestGreen}b_{x}}\cdot {\color {blue}b_{y}}\\&=&&\quad \quad \quad \quad {\color {YellowOrange}a_{x}}\cdot {\color {blue}b_{y}}-{\color {ForestGreen}b_{x}}\cdot {\color {red}a_{y}}\end{array}}}

## Parallelogrammgitter

Parallelogrammgitter

Parallelogramme können ein Gitter in der Ebene bilden. Wenn die Kanten gleich lang sind oder die Winkel rechte Winkel sind, ist die Symmetrie des Gitters höher. Diese repräsentieren die vier zweidimensionalen Bravais-Gitter.
| Geometrische Figur | Quadrat                      | Rechteck                        | Raute                                   | Parallelogramm                 |
| ------------------ | ---------------------------- | ------------------------------- | --------------------------------------- | ------------------------------ |
| Bravais-Gitter     | quadratisches Bravais-Gitter | rechtwinkliges Bravais-Gitter   | zentriert-rechtwinkliges Bravais-Gitter | schiefwinkliges Bravais-Gitter |
| Kristallsystem     | tetragonales Kristallsystem  | orthorhombisches Kristallsystem | orthorhombisches Kristallsystem         | monoklines Kristallsystem      |
| Bild               |                              |                                 |                                         |                                |

Das Parallelogrammgitter ist eine Anordnung von unendlich vielen Punkten in der zweidimensionalen euklidischen Ebene. Diese Punktmenge kann formal als die Menge
{\displaystyle \left\{(t_{1}\cdot {\vec {u}},t_{2}\cdot {\vec {v}})\in \mathbb {R} ^{2}\mid {\vec {u}},{\vec {v}}\in \mathbb {R} ^{2}\ \land \ t_{1}\in \mathbb {Z} \ \land \ t_{2}\in \mathbb {Z} \right\}}
geschrieben werden, wobei die Vektoren {\displaystyle {\vec {u}}}, {\displaystyle {\vec {v}}} die Richtungsvektoren zwischen benachbarten Punkten sind. Das Parallelogrammgitter entsteht durch eine affine Abbildung aus dem Quadratgitter.
Das Parallelogrammgitter ist zweizählig drehsymmetrisch, also punktsymmetrisch. Außerdem ist es translationsymmetrisch für alle Vektoren im zweidimensionalen euklidischen Vektorraum.

## Konstruktion eines Parallelogramms
Ein Parallelogramm, bei dem die Seitenlängen {\displaystyle a} und {\displaystyle b} sowie die Höhe {\displaystyle h_{a}} gegeben ist, ist mit Zirkel und Lineal konstruierbar.

Parallelogramm mit den gegebenen Seitenlängen und sowie der Höhe. Für die Konstruktion des rechten Winkels ist der Punkt frei wählbar. Animation mit einer Pause von 10 s am Ende.

## Verallgemeinerungen

Parallelepiped

Eine Verallgemeinerung auf {\displaystyle n} Dimensionen ist das Parallelotop, erklärt als die Menge {\displaystyle \{\alpha _{1}\cdot p_{1}+\alpha _{2}\cdot p_{2}+\dotsb +\alpha _{n}\cdot p_{n}\mid 0\leq \alpha _{i}\leq 1\}} sowie deren Parallelverschiebungen. Die {\displaystyle p_{i}} sind dabei {\displaystyle n} linear unabhängige Vektoren. Parallelotope sind punktsymmetrisch.
Das dreidimensionale Parallelotop ist das Parallelepiped. Seine Seitenflächen sind sechs paarweise kongruente und in parallelen Ebenen liegende Parallelogramme. Ein Parallelepiped hat zwölf Kanten, von denen je vier parallel verlaufen und untereinander gleich lang sind, und acht Ecken, in denen diese Kanten in maximal drei verschiedenen Winkeln zueinander zusammenlaufen.

## Satz von Varignon

Für jedes Viereck ABCD ist das Mittenviereck EFGH ein Parallelogramm.

Nach dem Satz von Varignon gilt: Wenn man die Mittelpunkte benachbarter Seiten eines Vierecks verbindet, dann erhält man ein Parallelogramm.
Beweis:
Nach Definition gilt {\displaystyle {\overline {AE}}={\overline {EB}},{\overline {BF}}={\overline {FC}},{\overline {CG}}={\overline {GD}},{\overline {DH}}={\overline {HA}}}.
Betrachte das Dreieck ABC. Es ist ähnlich zum Dreieck EBF. Nimmt man den Punkt B als Zentrum einer zentrischen Streckung, werden A auf E und C auf F mit dem Faktor {\displaystyle {\tfrac {1}{2}}} abgebildet. Wegen der Eigenschaften der zentrischen Streckung sind Bildstrecke und ursprüngliche Strecke parallel. Also ist {\displaystyle AC\parallel EF}. Ebenso zeigt man, dass {\displaystyle AC\parallel GH}, {\displaystyle BD\parallel FG}, und {\displaystyle BD\parallel HE}. Die Parallelität in der euklidischen Ebene ist eine Äquivalenzrelation und damit transitiv. Also ist {\displaystyle EF\parallel GH} und {\displaystyle FG\parallel HE}.
Die gegenüber liegenden Seiten des Vierecks EFGH sind parallel, was der Definition eines Parallelogramms entspricht.
Eine andere Möglichkeit ist, mit dem Strahlensatz zu beweisen, dass {\displaystyle EF=GH} und {\displaystyle FG=HE} ist, d. h. dass die gegenüber liegenden Seiten des Vierecks EFGH gleich lang sind.
Nach dem Strahlensatz gilt außerdem: Der Umfang des Parallelogramms EFGH ist genau so groß wie die Summe der Diagonalenlängen im Viereck ABCD. Die Fläche des Parallelogramms EFGH ist halb so groß wie die Fläche des Vierecks ABCD.

## Parallelogramme mit Quadraten

Figur 2

Figur 1

Gegeben sei ein Parallelogramm {\displaystyle ABCD}, über dessen Seiten Quadrate errichtet sind. Dann sind die Diagonalenschnittpunkte {\displaystyle E}, {\displaystyle F}, {\displaystyle G} und {\displaystyle H} der Quadrate Eckpunkte eines weiteren Quadrats. (Figur 1)
Beweis:
Die vier gelben Dreiecke {\displaystyle AEH}, {\displaystyle EFB}, {\displaystyle GFC} und {\displaystyle HDG} in Figur 2 stimmen in je zwei Seiten und dem jeweils eingeschlossenen (gelben) Innenwinkel bei {\displaystyle A}, {\displaystyle B}, {\displaystyle C} und {\displaystyle D} überein. Deshalb sind sie nach dem Kongruenzsatz SWS kongruent und damit alle Seiten des Vierecks {\displaystyle EFGH} gleich lang. Da die Diagonalen eines Quadrats orthogonal sind, ist {\displaystyle \angle BEA} ein rechter Winkel. Da die beiden (gelben) Winkel {\displaystyle \angle HEA} und {\displaystyle \angle FEB} gleich groß sind, muss auch {\displaystyle \angle FEH} ein rechter Winkel sein. Somit ist das Viereck {\displaystyle EFGH} ein Quadrat.

## Goldener Schnitt in Parallelogrammen

Figur 3: Flächenfüllung mit Dreiecksspiralen

Ein Parallelogramm, bei dem das Verhältnis der längeren zur kürzeren Seite gleich dem Goldenen Schnitt {\displaystyle \Phi } ist, habe einen spitzen Innenwinkel von 60°. Die kürzere Seite habe o. B. d. A. die Länge 1.
Dann lassen sich zwei Folgen gleichseitiger Dreiecke jeweils so anordnen, dass jedes Dreieck der Folge durch eine Ecke seines Nachfolgers ebenfalls im Goldenen Schnitt geteilt wird. Weil das Parallelogramm punktsymmetrisch zum Schnittpunkt seiner Diagonalen ist, sind die Grenzwerte der zu den beiden Folgen gehörigen Reihen identisch und füllen spiralförmig die gesamte Fläche des Parallelogramms aus. Die Flächenmaßzahlen der mittleren Parallelogramme konvergieren hierbei gegen Null (Figur 3).
Ist h die Höhe auf der längeren Seite des Ausgangsparallelogramms, so hat jede der beiden Dreiecksspiralen die Flächenmaßzahl
{\displaystyle A={\frac {1}{2}}\cdot \Phi \cdot h={\frac {1}{2}}\cdot \Phi \cdot {\frac {1}{2}}{\sqrt {3}}={\frac {1}{4}}\Phi {\sqrt {3}}}.

## Verwendung in der Technik
Parallelogramme finden sich häufig in der Mechanik. Durch vier Gelenke kann eine bewegliche, parallelentreue Lagerung hergestellt werden, die sogenannte Parallelogrammführung. Beispiele:

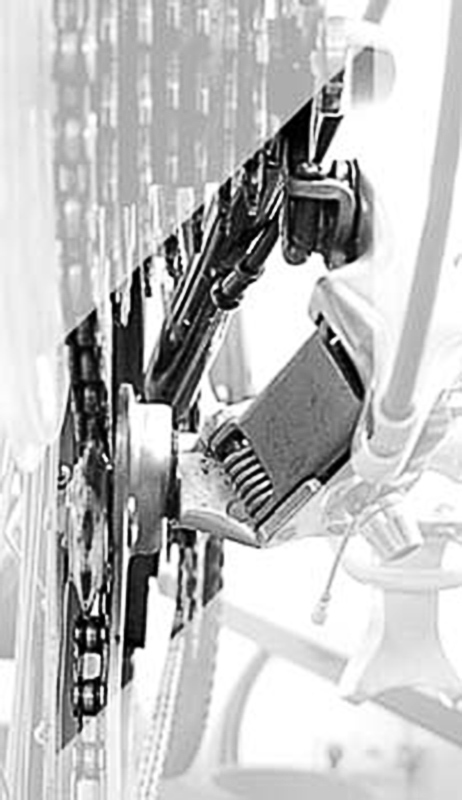
Schaltparallelogramm einer Kettenschaltung
Parallel-Scheibenwischer
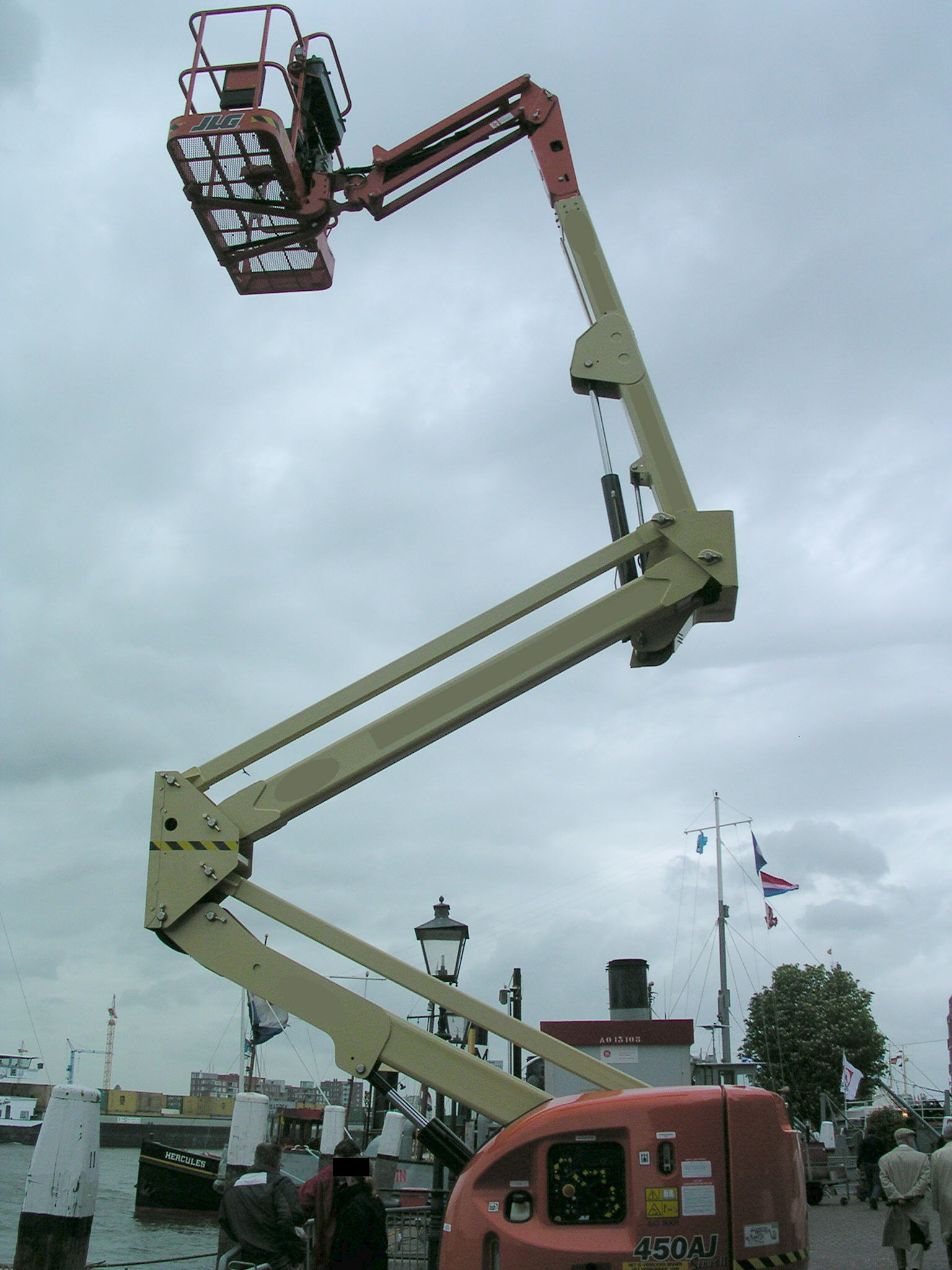
Hubarbeitsbühne
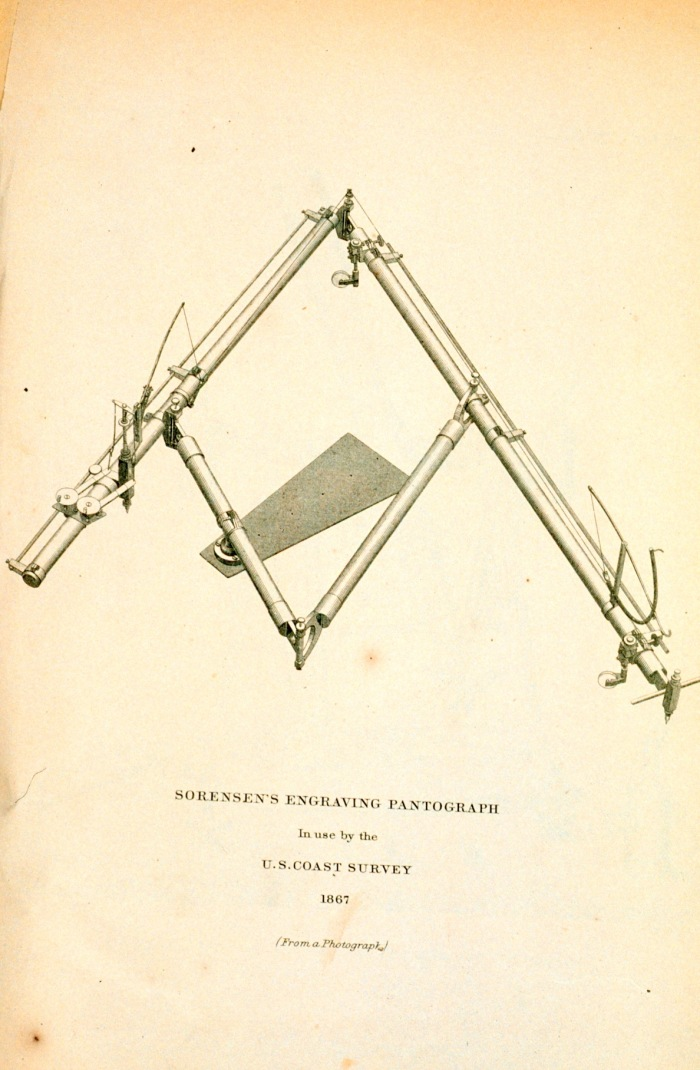
Pantograph